# Länsväg 402
Länsväg 402 är en 3,3 km lång väg mellan riksväg 99 och Pello. Liksom andra primära länsvägar med nummer högre än 400 ansluter den till det finska vägnätet. En bro leder över Torneälven till finska Pello kyrkoby och E8. Länsväg 402 är den kortaste primära länsvägen i Sverige sedan 2000; före 2000 var länsväg 401 kortare.

## Trafikplatser och korsningar
|  | Nr | Namn                | Skyltning                        |
|  | -- | ------------------- | -------------------------------- |
|  |    |                     | 99 Pajala Haparanda              |
|  |    | bro över Torneälven | cirka 200 m lång                 |
|  |    | Pello               | Gräns Sverige-Finland            |
|  |    |                     | Finsk regionalväg 937 ansluter   |
|  |    | Pello               | Den ansluter efter 200 m till E8 |

## Historia
När vägnummer infördes på 1940-talet fick vägen längs svenska sidan av Torne älv heta länsväg 400. Denna väg gick genom Pello. På 1950-talet byggdes en gen förbifart, och södra infarten till Pello fick då heta länsväg 401. En ny länsväg 401 mellan Pello och väg 400 byggdes på 1970-talet, eftersom den gamla vägen har många hus med egna anslutningar men ingen gångbana. År 1985 gavs namnet länsväg 401 till gränsvägen vid Övertorneå, och infarten till Pello ändrades då till länsväg 402. De gamla infarterna till Pello heter nu länsväg BD 981.